# Pareulype semifasciata
Pareulype semifasciata là một loài bướm đêm trong họ Geometridae.